# Russian Chemical Reviews
Russian Chemical Reviews (abrégé en Russ. Chem. Rev.) est une revue scientifique à comité de lecture. Ce journal mensuel présente des articles de revue dans tous les domaines de la chimie.
D'après le Journal Citation Reports, le facteur d'impact de ce journal était de 2,318 en 2014. La direction éditoriale est assurée par Oleg M. Nefedov (Université de Moscou, Russie).